# Goudourville
Goudourville (okzitanisch Godorvila) ist eine französische Gemeinde mit 970 Einwohnern (Stand 1. Januar 2022) im Département Tarn-et-Garonne in der Region Okzitanien (vor 2016 Midi-Pyrénées). Die Gemeinde gehört zum Arrondissement Castelsarrasin und zum Kanton Valence. Die Einwohner werden Goudourvillois genannt.

## Geografie
Goudourville liegt etwa 37 Kilometer westnordwestlich von Montauban zwischen dem Canal de Golfech und dem Fluss Barguelonne. Umgeben wird Goudourville von den Nachbargemeinden Gasques im Norden, Saint-Clair im Nordosten, Saint-Vincent-Lespinasse im Osten, Malause im Südosten, Pommevic im Süden sowie Valence im Westen und Südwesten.
| Jahr      | 1962 | 1968 | 1975 | 1982 | 1990 | 1999 | 2006 | 2013 |
| --------- | ---- | ---- | ---- | ---- | ---- | ---- | ---- | ---- |
| Einwohner | 436  | 505  | 553  | 735  | 811  | 837  | 896  | 960  |

## Sehenswürdigkeiten
- Kirche Saint-Julien-de-Brioude
- Burg Goudourville aus dem 11. Jahrhundert, spätere Umbauten

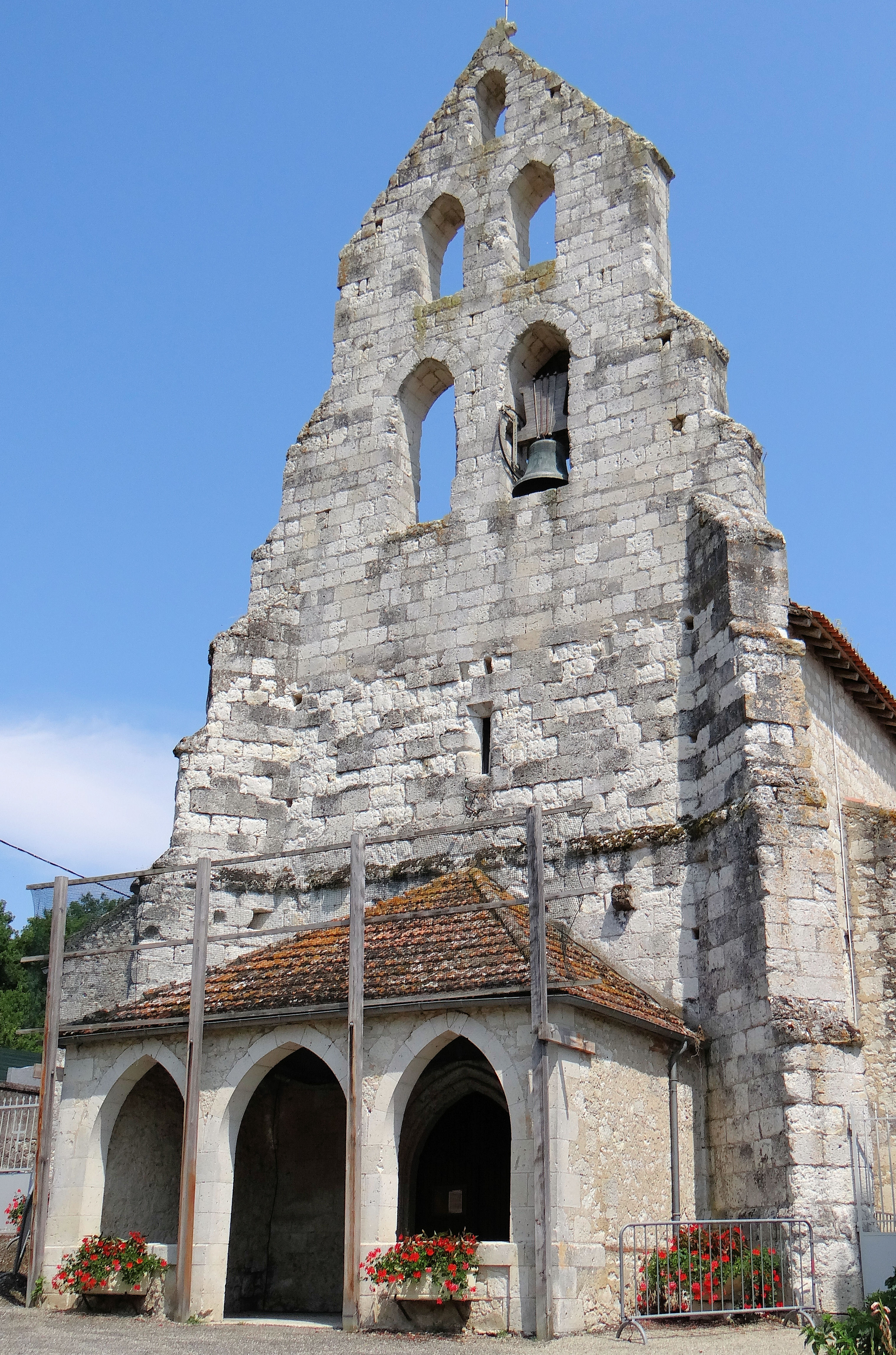
Kirche Saint-Julien-de-Brioude
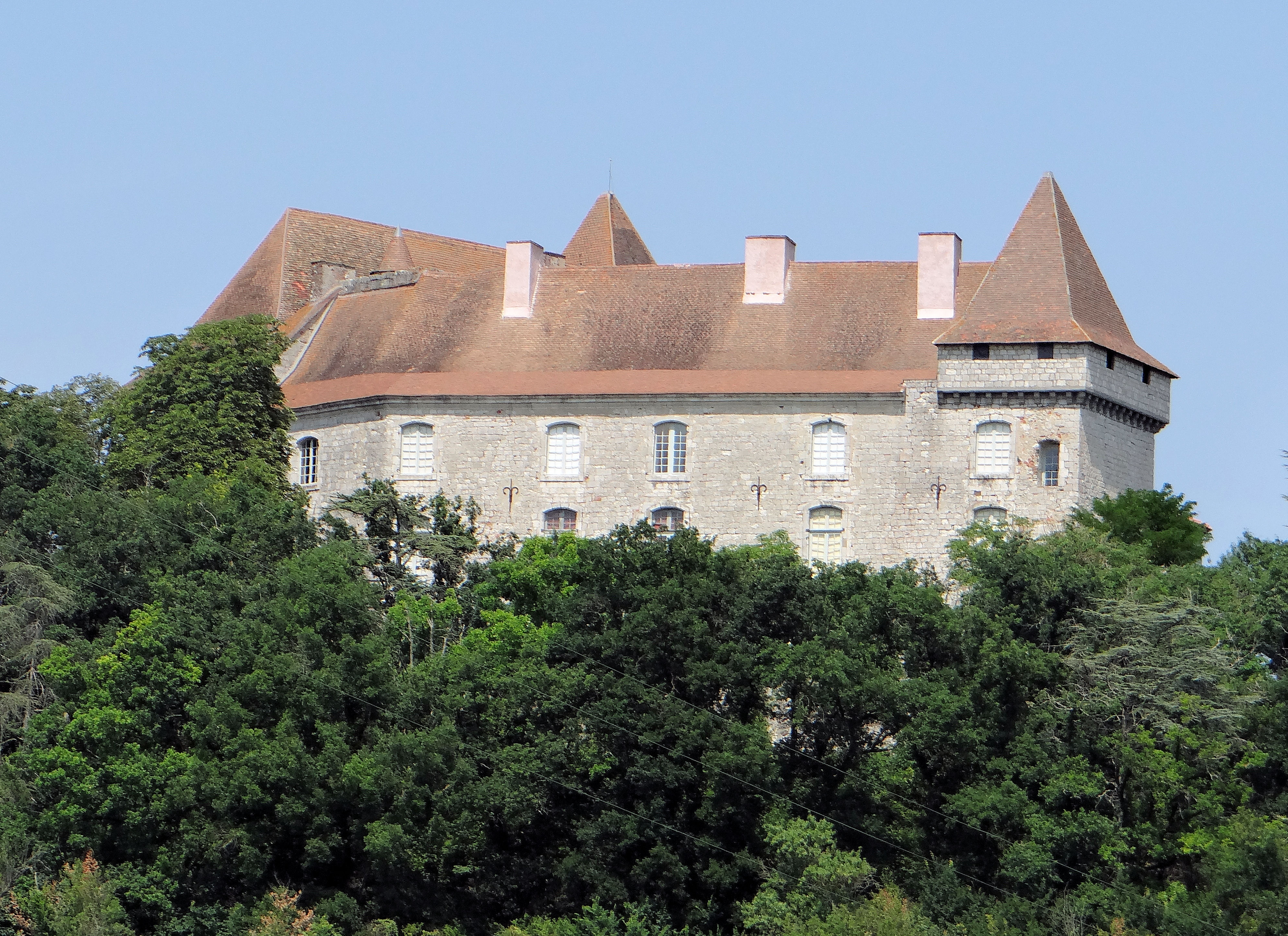
Burg Goudourville